# 3회 진로배 세계바둑최강전
3회 진로배 세계바둑최강전은 대한민국, 중국, 일본의 한국 우승으로 3연패를 달성했다.

## 대회 일정
| 구분             | 일정                               | 장소                 |
| ---------------- | ---------------------------------- | -------------------- |
| 개막식           |                                    | 중국 상하이          |
| 1차전            | 1994년 12월 6일 ~ 1995년 12월 12일 | 중국 상하이          |
| 2차전            | 1995년 1월 11일 ~ 1995년 1월 17일  | 일본 도쿄 일본기원   |
| 3차전            | 1995년 2월 21일 ~ 1995년 2월 22일  | 서울 힐튼호텔 국화룸 |
| 시상식 및 폐막식 |                                    | 서울 힐튼호텔 국화룸 |

## 출전 기사 명단
- 일본: 미야자와 고로, 고마쓰 히데키, 다케미야 마사키, (故)가토 마사오, 린하이펑
- 대한민국: 유창혁 六단, 서봉수 九단, 양재호 九단, 이창호 七단, 조훈현 九단
- 중국: 류징, 정훙, 차오다위안, 마샤오춘, 녜웨이핑

### 대국 결과
| 대국 | 연도   | 대국일자  | 차전  | 대국장소             | 승자                          | 패자                            | 결과             | 기보                             | 비고                               |
| ---- | ------ | --------- | ----- | -------------------- | ----------------------------- | ------------------------------- | ---------------- | -------------------------------- | ---------------------------------- |
| 1    | 1994년 | 12월 6일  | 1차전 | 중국 상하이          | 류징 五단 (중국 5장)          | 유창혁 六단 (한국 5장)          | 227수 흑 불계승  |                                  |                                    |
| 2    | 1994년 | 12월 7일  | 1차전 | 중국 상하이          | 미야자와 고로 九단 (일본 5장) | 류징 五단 (중국 5장)            | 149수 흑 불계승  |                                  |                                    |
| 3    | 1994년 | 12월 8일  | 1차전 | 중국 상하이          | 미야자와 고로 九단 (일본 5장) | 서봉수 九단 (한국 4장)          | 241수 흑 불계승  |                                  |                                    |
| 4    | 1994년 | 12월 10일 | 1차전 | 중국 상하이          | 미야자와 고로 九단 (일본 5장) | 정훙 八단 (중국 4장)            | 174수 백 불계승  |                                  |                                    |
| 5    | 1994년 | 12월 11일 | 1차전 | 중국 상하이          | 미야자와 고로 九단 (일본 5장) | 양재호 九단 (한국 3장)          | 269수 백 7집반승 |                                  | 미야자와 고로 九단 4연승           |
| 6    | 1994년 | 12월 12일 | 1차전 | 중국 상하이          | 차오다위안 九단 (중국 3장)    | 미야자와 고로 九단 (일본 5장)   | 270수 백 7집반승 |                                  |                                    |
| 7    | 1995년 | 1월 11일  | 2차전 | 일본 도쿄 일본기원   | 이창호 七단 (한국 2장)        | 차오다위안 九단 (중국 3장)      | 185수 흑 불계승  | [ 깨진 링크 ( 과거 내용 찾기 ) ] |                                    |
| 8    | 1995년 | 1월 12일  | 2차전 | 일본 도쿄 일본기원   | 이창호 七단 (한국 2장)        | 고마쓰 히데키 八단 (일본 4장)   | 187수 흑 불계승  | [ 깨진 링크 ( 과거 내용 찾기 ) ] |                                    |
| 9    | 1995년 | 1월 13일  | 2차전 | 일본 도쿄 일본기원   | 이창호 七단 (한국 2장)        | 마샤오춘 九단 (중국 2장)        | 256수 흑 4집반승 | [ 깨진 링크 ( 과거 내용 찾기 ) ] |                                    |
| 10   | 1995년 | 1월 15일  | 2차전 | 일본 도쿄 일본기원   | 이창호 七단 (한국 2장)        | 다케미야 마사키 九단 (일본 3장) | 245수 흑 불계승  | [ 깨진 링크 ( 과거 내용 찾기 ) ] | 이창호 七단 4연승                  |
| 11   | 1995년 | 1월 16일  | 2차전 | 일본 도쿄 일본기원   | 녜웨이핑 九단 (중국 2장)      | 이창호 七단 (한국 2장)          | 265수 백 3집반승 | [ 깨진 링크 ( 과거 내용 찾기 ) ] |                                    |
| 12   | 1995년 | 1월 17일  | 2차전 | 일본 도쿄 일본기원   | 녜웨이핑 九단 (중국 2장)      | (故)가토 마사오 九단 (일본 2장) | 269수 백 2집반승 |                                  | 녜웨이핑 九단 2연승                |
| 13   | 1995년 | 2월 21일  | 3차전 | 서울 힐튼호텔 국화룸 | 조훈현 九단 (한국 주장)       | 녜웨이핑 九단 (중국 주장)       | 272수 흑 8집반승 |                                  |                                    |
| 14   | 1995년 | 2월 22일  | 3차전 | 서울 힐튼호텔 국화룸 | 조훈현 九단 (한국 주장)       | 린하이펑 九단 (일본 주장)       | 200수 백 불계승  |                                  | 조훈현 九단 2연승 한국 우승 3연패! |

결과: 대한민국 우승 (6승 4패), 일본 준우승 (4승 5패), 중국 3위 (4승 5패)